# Debora Diniz
Debora Diniz Rodrigues (connue sous le nom de Debora Diniz), est anthropologue et professeure de droit à l'Université de Brasilia, et cofondatrice et chercheuse à l'Anis : Institut de bioéthique. Elle est également chercheuse, écrivaine et réalisatrice de documentaires. 

## Biographie
Ses projets de recherche portent sur la bioéthique, le féminisme, les droits humains et la santé. Elle est chercheuse invitée à l'Université de Leeds, à l'Université du Michigan, à l'Université de Toronto,,.
En 2016, Diniz a reçu environ 90 prix, scientifiques et universitaires pour ses films dans des festivals, notamment le prix Fred L. Soper pour l'excellence de la littérature sur la santé publique, de l'Organisation panaméricaine de la santé, en 2012, pour la publication de son Enquête nationale sur l'avortement. En 2020, elle reçoit le Prix Dan-David.
Ses recherches montrent qu’une femme brésilienne sur cinq a recours à l’avortement avant l’âge de 40 ans.
En 2017, elle publie Zika : de l'arrière-pays brésilien à la menace mondiale (Zed Books),,,.